# Santo Antônio do Leverger
Santo Antônio do Leverger – miasto i gmina w Brazylii, w stanie Mato Grosso.
W mieście urodził się marszałek Cândido Rondon.